# Władysław Kasza
Władysław Kasza (ur. 6 sierpnia 1895 w Polance, zm. 25 stycznia 1937 w Warszawie) – podpułkownik piechoty Wojska Polskiego, działacz niepodległościowy, kawaler Orderu Virtuti Militari.

## Życiorys
Urodził się 6 sierpnia 1895 we wsi Polanka, w rodzinie Tomasza, rolnika i Zofii z Gieruckich. Mieszkał w Tłokach. Przed 1914 uczęszczał do c. k. Gimnazjum w Jaśle, a następnie w Sanoku, w którym ukończył szóstą klasę. Od 1913 działał w Związku Walki Czynnej i Związku Strzeleckim.
17 sierpnia 1914 wstąpił do Legionów Polskich i został przydzielony do 9. kompanii 3 pułku piechoty. 15 marca 1915 został przeniesiony do 8. kompanii 4 pułku piechoty. 1 stycznia 1917 został mianowany chorążym piechoty. W kwietniu 1917 pełnił służbę w Krajowym Inspektoracie Zaciągu. Od 16 września 1917 do 31 października 1918 służył w armii austro-węgierskiej. 1 października 1918 zdał egzamin dojrzałości w Państwowym Gimnazjum w Sanoku.
Z dniem 15 listopada 1918 został przyjęty do Wojska Polskiego z zatwierdzeniem, tymczasowo, stopnia podporucznika nadanego przez generała majora Bolesława Roję. W latach walk z lat 1918–1921 służył w szeregach 4 pułku piechoty Legionów. W tym okresie wziął do niewoli łącznie ok. 400 jeńców, przejął cztery działa i 30 karabinów maszynowych. 17 lutego 1919 we Lwowie został ranny.
3 maja 1922 został zweryfikowany w stopniu kapitana ze starszeństwem od dnia 1 czerwca 1919 i 281. lokatą w korpusie oficerów piechoty. 10 lipca 1922 został zatwierdzony na stanowisku pełniącego obowiązki dowódcy III batalionu 4 pułku piechoty Legionów w Kielcach. 31 marca 1924 roku awansował do stopnia majora ze starszeństwem z dniem 1 lipca 1923 roku i 89. lokatą w korpusie oficerów piechoty. Po awansie na majora został zatwierdzony na stanowisku dowódcy batalionu. Z dniem 25 października 1924 został przeniesiony do Korpusu Ochrony Pogranicza na stanowisko dowódcy 11 batalionu granicznego. W styczniu 1928 został przeniesiony z KOP do 25 pułku piechoty w Piotrkowie na stanowisko dowódcy III batalionu. W kwietniu tego roku został przeniesiony do 12 pułku piechoty w Wadowicach na stanowisko dowódcy III batalionu, detaszowanego w Krakowie. W marcu 1929 został przeniesiony do 4 pułku strzelców podhalańskich w Cieszynie na stanowisko zastępcy dowódcy pułku. 24 grudnia 1929 prezydent RP nadał mu z dniem 1 stycznia 1930 stopień podpułkownika w korpusie oficerów piechoty i 11. lokatą. 20 listopada 1932 został przeniesiony do 33 pułku piechoty w Łomży na stanowisko zastępcy dowódcy pułku. W sierpniu 1933 został zwolniony z zajmowanego stanowiska z zachowaniem dotychczasowego dodatku służbowego. W kwietniu 1934 został przeniesiony do Komendy Placu Częstochowa na stanowisko komendanta. Od 5 listopada 1935 dowodził 9 pułkiem piechoty Legionów w Zamościu. 12 stycznia 1937 został przeniesiony do dyspozycji dowódcy Okręgu Korpusu Nr II. W nocy z 24 na 25 stycznia 1937 w Warszawie dokonał zamachu samobójczego przy użyciu broni palnej.
Był żonaty, dzieci nie miał.

## Ordery i odznaczenia
- Krzyż Srebrny Orderu Wojskowego Virtuti Militari nr 2008 – 19 lutego 1921[32][28]
- Krzyż Niepodległości – 6 czerwca 1931 „za pracę w dziele odzyskania niepodległości”[33][34]
- Krzyż Walecznych czterokrotnie[4]
- Złoty Krzyż Zasługi – 10 listopada 1928 „w uznaniu zasług położonych na polu pracy w poszczególnych działach wojskowości”[35][36]
- Srebrny Krzyż Zasługi[4]
- Medal Pamiątkowy za Wojnę 1918–1921[4]
- Medal Dziesięciolecia Odzyskanej Niepodległości[4]
- Odznaka „Za wierną służbę”[37]
- Swastyka 4 Pułku Piechoty Legionów Polskich[37]